# Ayoub El Hmidi
Ayoub El Hmidi (sinh ngày 30 tháng 9 năm 2000) là một cầu thủ bóng đá người Gibraltar hiện tại đang thi đấu ở vị trí tiền vệ cho câu lạc bộ Torrijos tại Tercera División và Đội tuyển bóng đá quốc gia Gibraltar.

## Sự nghiệp quốc tế
El Hmidi hiện đang là cầu thủ ra sân nhiều nhất cho đội tuyển U-21 Gibraltar, với 18 lần ra sân. Anh ra mắt quốc tế cho Gibraltar vào ngày 17 tháng 6 năm 2023, trong trận đấu thuộc khuôn khổ Vòng loại giải vô địch bóng đá châu Âu 2024 gặp Pháp. Trận đấu đó kết thúc với tỷ số 3–0 nghiêng về đội tuyển Pháp.